# 別列尼科耶 (盧甘斯克州)
別列尼科耶（烏克蘭語：Біленьке）是烏克蘭東部盧甘斯克州多夫然斯克区索罗基内市镇内的村落。始建於1957年，面積2.2平方公里，海拔高度94米，2001年人口166，人口密度每平方公里75.5人。